# Kanada zászlaja
Kanada zászlaja vörös alapú, középső kétnegyedén fehér négyzettel, ebben pedig egy stilizált, tizenegy csúcsú vörös juharlevéllel. A zászló különleges felosztását sokszor nem veszik figyelembe, és – helytelenül – három egyenlő szélességű függőleges sávot rajzolnak.
Közkeletű angol neve Maple Leaf Flag (vagyis – a néha magyarul is használt – juharleveles lobogó), francia elnevezése pedig l’Unifolié (egylevelű).
1965 óta az állam hivatalos jelképe, előtte de jure az Egyesült Királyság zászlaja, de facto pedig annak kanadai változata (a Canadian Red Ensign) volt használatban.
A kanadai zászló elemeinek – a legtöbb nemzeti lobogótól eltérően – nincs különösebb jelképes jelentése: a vörös és az ezüst a Brit Birodalom színei, a juharfa levele pedig Kanada természeti kincsekben való gazdagságára utal. Elterjedt tévedés, hogy a levél tizenegy csúcsa a tíz tartományt és a szövetségi kormányzatot szimbolizálja (korai változatokon a szár mellett is három-három, s így összesen tizenöt csúcs volt).

## A zászló története
Már a 20. század első felében felmerült egy új zászló bevezetésének terve, de a (politikai) szándék csak az 1960-as évekre érett meg. Ekkor azonban szabályos vita alakult ki: a miniszterelnök, Lester Bowles Pearson a változtatás mellé állt, az ellenzék vezére, a korábbi miniszterelnök, John Diefenbaker azonban ellene kampányolt. Többpárti parlamenti bizottság alakult, amely 1964. október 29-én végül egyhangúlag a történész George Stanley ezredes által tervezett zászlót választotta (azon a változaton még 13 csúcsa volt a levélnek). Az ezredes egyébként a Kanadai Királyi Katonai Főiskola zászlóját vette alapul, mely három egyenlő szélességű vörös-ezüst-vörös függőleges sávból állt, középen az iskola címerével.
A képviselőház 1964. december 15-én, a szenátus pedig két nappal később fogadta el. Hivatalosan 1965. február 15-én lett nemzeti jelkép, e nap 1996 óta a kanadai nemzeti zászló napja (National Flag of Canada Day).

### Néhány korábbi zászló

Royal Union Flag (1707-1801)
Royal Union Flag (1801-1965)
Red Ensign (1871-1921)
Canadian Red Ensign (1921-1957)
Canadian Red Ensign (1957-1965)